# Christian Gombe
Christian Gombe (* 22. Februar 1962) ist ein ehemaliger zentralafrikanischer Basketballspieler.

## Karriere
Christian Gombe nahm mit der Nationalmannschaft der Zentralafrikanischen Republik bei den Olympischen Sommerspielen 1988 in Seoul teil. Das Team kam auf Rang 10.